# Giovanni Battista Somis

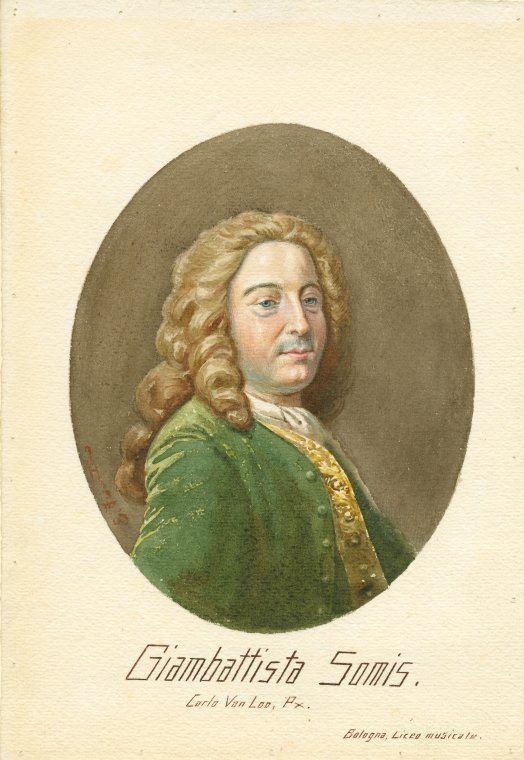
Porträt des Giovanni Battista Somis von Charles André van Loo

Giovanni Battista Somis, auch Giambattista (* 25. Dezember 1686 in Turin; † 14. August 1763 ebenda) war ein italienischer Violinist und Komponist.

## Leben und Wirken

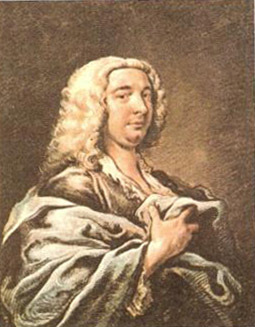
Giovanni Battista, gemalt von Lorenzo

Wie sein jüngerer Bruder Giovanni Lorenzo Somis erhielt er seine erste musikalische Ausbildung vom Vater Francesco Lorenzo Somis (1663–1736). Wie sein Vater wurde er Mitglied der Hofkapelle des Herzogs von Savoyen in Turin. Von 1703 bis 1706 weilte Somis in Rom, wo er bei Arcangelo Corelli neue Bogentechniken und die Kunst der Verzierung lernte und vertiefte. Aus dieser Zeit war ihm wohl der Kardinal Pietro Ottoboni bekannt, dem er sein Op. 4 widmete. Reisen führten ihn nach Novara und Sizilien. Er gab mehrmals Konzerte beim Fürsten von Carignan, so auch in dessen Pariser Residenz. Dort trat Somis 1733 zweimal als Solist beim Concert spirituel auf. Bei seiner Rückkehr nach Turin wurde er erster Sologeiger der Hofkapelle, der er bis zu seinem Tode angehörte. Der Kapelle des Fürsten Carignan blieb er sein Leben lang ebenfalls verbunden.
Sein bekanntester Schüler war Jean-Marie Leclair, der Somis’ Spielweise in die französische Violinschule einbrachte. Außerdem unterrichtete er Gaspard Fritz, Jean-Pierre Guignon, Louis-Gabriel Guillemain, Gaetano Pugnani und seinen Neffen Carlo Chiabrano, die sich alle ebenfalls als Violinisten und Komponisten einen Namen machten.
Ab Op. 5 verwendet Somis immer häufiger Elemente des galanten Stils und französische Verzierungen (agrémens).
Seine jüngere Schwester war die Sopranistin und Gesangslehrerin Anne Antonia Christina Somis (1704–1785) und spätere Ehefrau des französischen Malers Charles André van Loo. Sie heirateten 1733 während eines Aufenthaltes des Malers in Turin. Das Paar hatte zwei Kinder, Marie-Rosalie van Loo (1741–1762) und Jules César Denis van Loo (1749–1821).

## Werke
- Op. 1: zwölf Sonate da camera für Violine und Violoncello/Cembalo (Amsterdam, um 1717 und 1725)
- Op. 2: zwölf Sonate da camera für Violine und Violoncello/Cembalo (Turin, 1723)
- Op. 3: zwölf Sonate da camera für Violine und Violoncello/Cembalo (Turin, 1725)[3]
- Op. 4: zwölf Sonate da camera für Violine und Violoncello/Cembalo (Paris, 1726)
- Op. 5: sechs Sonate a tre für zwei Violinen und Violoncello/Cembalo (Paris, 1734 und 1743)
- Op. 6: zwölf Sonate da camera für Violine und Violoncello/Cembalo (Paris, 1734 und 1738)
- –: zwölf Sonate für Violoncello solo (Paris, um 1738)
- Op. 7: zwölf Ideali trattenimenti da camera für zwei Violinen, flauti traversieri oder Diskantgamben (Paris, um 1750)
- Op. 8: sechs Sonate a tre für zwei Violinen und Violoncello (ohne Ort und Datum)
- zwei Konzerte in F und D für Violine und Orchester
- sieben Konzerte für Violine und Orchester
- ein Konzert für mehrere Instrumente in D
- zwei Sinfonien in D und H
- zwei Sonaten in G und d für Violine oder Viola da Gamba und Basso continuo
- eine Sonate in G für Violine und Bass
- eine Sinfonia für Flöte und Basso continuo
- vier Sonaten für Violine und Bass
- Motette Mundi splendide catene vane pompe

Ein inzwischen verschollenes Werkverzeichnis aus eigener Feder führte 152 Violinkonzerte, 3 Konzerte für zwei Violinen, 3 Flötenkonzerte, 4 Trompetenkonzerte, 1 Oboenkonzert, 3 Konzerte pieni à 4 instrumenti, 1 Sonate à 4, 1 Sonate à 3 con ripieni, 6 gedruckte Sonaten à 3, 1 Sonate à 3 als Manuskript, 75 Sonaten für Violine und Basso continuo, 3 Sonaten für Viola d’amore und Basso continuo sowie 7 Sonaten für Violoncello und Basso continuo. Die meisten dieser Werke sind nicht erhalten.